# Ilidiplosis mamaevi
Ilidiplosis mamaevi är en tvåvingeart som beskrevs av Fedotova 1992. Ilidiplosis mamaevi ingår i släktet Ilidiplosis och familjen gallmyggor.
Artens utbredningsområde är Kazakstan. Inga underarter finns listade i Catalogue of Life.